# Etiene Medeiros
Etiene Pires de Medeiros (ur. 24 maja 1991 w Recife) – brazylijska pływaczka specjalizująca się w stylu grzbietowym i stylu dowolnym, mistrzyni świata (2014–2020) i była rekordzistka świata na krótkim basenie, mistrzyni świata na basenie 50-metrowym (2017).

## Kariera pływacka

### 2009 – 2012
W 2009 roku na mistrzostwach świata w Rzymie z czasem 28,82 zajęła 21. miejsce na dystansie 50 m stylem grzbietowym.
Rok później, podczas mistrzostw świata na krótkim basenie w Dubaju nie zakwalifikowała się do półfinałów konkurencji, w których brała udział. Na 50 m stylem grzbietowym uzyskała czas 27,78 i uplasowała się na 17. miejscu, a na dystansie 100 m stylem grzbietowym była trzydziesta (1:00,78).
Na mistrzostwach świata w Szanghaju w 2011 roku Medeiros zajęła 25. miejsce (29,16) w konkurencji 50 m stylem grzbietowym, a na dystansie dwukrotnie dłuższym, z czasem 1:05,18 uplasowała się na 43. pozycji. Brała także udział w sztafecie 4 × 100 m stylem zmiennym. Brazylijki nie zakwalifikowały się do finału tej konkurencji i zajęły ostatecznie 17. miejsce.
W 2012 roku podczas mistrzostw świata na krótkim basenie w Stambule na dystansie 50 m stylem grzbietowym w półfinale uzyskała czas 27,13 i uplasowała się na 10. miejscu. W konkurencji 100 m stylem grzbietowym zajęła 28. miejsce, uzyskawszy czas 1:00,88.

### 2013 – 2014
Rok później uczestniczyła w mistrzostwach świata w Barcelonie. Na dystansie 50 m stylem grzbietowym z czasem 27,83 zajęła czwarte miejsce. Nie zakwalifikowała się do półfinałów 100 m stylem grzbietowym i uplasowała się na 21. pozycji (1:01,75). Płynęła także w sztafecie 4 × 100 m stylem zmiennym. Brazylijki zajęły w tej konkurencji 12. miejsce.
Z mistrzostw świata na krótkim basenie, które odbyły się w 2014 roku w Dosze, wróciła z trzema medalami. Medeiros została mistrzynią świata na 50 m stylem grzbietowym i w finale pobiła rekord świata, uzyskując czas 25,67, który utrzymał się do 2020 roku. Złoty medal zdobyła także w sztafecie mieszanej 4 × 50 m stylem zmiennym. W sztafecie mieszanej 4 × 50 m stylem dowolnym wywalczyła brąz. Brazylijka płynęła też na dystansie 100 m stylem grzbietowym, gdzie uzyskała czas 57,72 i uplasowała się na siódmym miejscu.

### 2015
W 2015 roku podczas igrzysk panamerykańskich w Toronto zdobyła cztery medale. W konkurencji 100 m stylem grzbietowym wywalczyła złoty medal i ustanowiła nowy rekord igrzysk (59,61). Drugie miejsce zajęła na dystansie 50 m stylem dowolnym, w finale uzyskawszy czas 24,55. Brązowe medale zdobyła w sztafetach 4 × 100 m stylem dowolnym i 4 × 100 m stylem zmiennym.
Dwa tygodnie później, na mistrzostwach świata w Kazaniu, została wicemistrzynią świata w konkurencji 50 m stylem grzbietowym, w finale ustanawiając nowy rekord Ameryk (27,26). Na dystansie dwukrotnie dłuższym uzyskała czas 59,97 i zajęła dziewiąte miejsce. Medeiros zakwalifikowała się też do półfinałów konkurencji 50 m kraulem, w której z czasem 25,03 uplasowała się na 16. pozycji. Płynęła również w sztafetach 4 × 100 m stylem dowolnym i 4 × 100 m stylem zmiennym. Brazylijki nie zakwalifikowały się jednak w tych konkurencjach do finału. Ich sztafeta kraulowa była w eliminacjach jedenasta, a sztafeta zmienna uplasowała się na 14. miejscu.

### 2016
Podczas igrzysk olimpijskich w Rio de Janeiro w 2016 roku Medeiros wystartowała w czterech konkurencjach. Pierwszego dnia zawodów na pływalni razem z Larissą Oliveirą, Daynarą de Paulą i Manuellą Lyrio brała udział w wyścigu sztafet 4 × 100 m stylem dowolnym. Brazylijki nie zakwalifikowały się do finału i zajęły ostatecznie 11. miejsce. Następnego dnia płynęła na dystansie 100 m stylem grzbietowym. W eliminacjach uzyskała czas 1:01,70 i uplasowała się na 25. miejscu. W konkurencji 100 m kraulem z czasem 54,59 była szesnasta. Na dystansie 50 m stylem dowolnym uzyskała w finale czas 24,69 i zajęła ósme miejsce.
Na mistrzostwach świata na krótkim basenie w Windsorze obroniła tytuł mistrzyni świata na dystansie 50 m stylem grzbietowym, uzyskawszy w finale czas 25,82. Medeiros zdobyła także srebrny medal w sztafecie mieszanej 4 × 50 m stylem zmiennym.

### 2017
Podczas mistrzostw świata w Budapeszcie w konkurencji 50 m stylem grzbietowym zdobyła złoty medal i z czasem 27,14 ustanowiła nowy rekord obu Ameryk, wyprzedzając Chinkę Fu Yuanhui o 0,01 s. Medeiros stała się tym samym pierwszą Brazylijką w historii, która wywalczyła tytuł mistrzyni świata na długim basenie. Na 50 m stylem dowolnym uzyskała czas 25,26 i zajęła 21. miejsce.

### 2019
W 2019 otrzymała pięć medali igrzysk panamerykańskich. Wywalczyła ona złoty medal w konkurencji 50 m st. grzbietowym, srebrny medal w konkurencji 4 × 100 m st. dowolnym zarówno w sztafecie zwykłej jak i mieszanej oraz brązowy medal w konkurencji 100 m st. grzbietowym i 4 × 100 m st. zmiennym.